# Copa bosniana de futbol
La copa bosniana de futbol (Kup Bosne i Hercegovine) és una competició futbolística per eliminatòries que es disputa anualment a Bòsnia i Hercegovina. El vencedor obté una plaça per la copa de la UEFA.

## Història
Fins a la temporada 1999/2000 es disputaren tres competicions separades, una per cadascun dels tres grups ètnics majoritaris que hi havia al país: el musulmà, el serbi i el croat. L'any 1998, per primer cop existí un campió nacional, quan s'enfrontaren en una Super final els vencedors de la zona musulmana i croata, el FK Sarajevo i el HNK Orašje. El 2000/01, es disputà la primera copa amb format tradicional per eliminatòries, amb la participació de clubs croats i musulmans. El 2001/02, els clubs serbis s'integraren a la competició.

## Historial

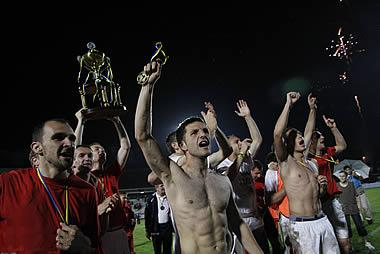
El Zrinjski Mostar amb la copa de 2008.

Font:

### Copa de Bòsnia i Hercegovina
| Temporada | Campió                                                       | Resultat                                                     | Finalista                                                    |
| --------- | ------------------------------------------------------------ | ------------------------------------------------------------ | ------------------------------------------------------------ |
| 1997-98   | FK Sarajevo (1)                                              | 0-0, 1-0                                                     | HNK Orašje                                                   |
| 1998-99   | no es disputà                                                | no es disputà                                                | no es disputà                                                |
| 1999-00   | NK Željezničar (1)                                           | lligueta                                                     | FK Sloboda Tuzla                                             |
| 2000-01   | FK Željezničar (2)                                           | 3-2                                                          | FK Sarajevo                                                  |
| 2001-02   | FK Sarajevo (2)                                              | 2-1                                                          | FK Željezničar                                               |
| 2002-03   | FK Željezničar (3)                                           | 0-0, 2-0                                                     | FK Leotar Trebinje                                           |
| 2003-04   | FK Modriča Maxima (1)                                        | 1-1, 4-2                                                     | FK Borac Banja Luka                                          |
| 2004-05   | FK Sarajevo (3)                                              | 1-0, 1-1                                                     | NK Široki Brijeg                                             |
| 2005-06   | HNK Orašje (1)                                               | 0-0, 3-0                                                     | NK Široki Brijeg                                             |
| 2006-07   | NK Široki Brijeg (1)                                         | 1-1, 1-0                                                     | FK Slavija Sarajevo                                          |
| 2007-08   | HŠK Zrinjski Mostar (1)                                      | 1-2, 2-1 (3-1 p)                                             | FK Sloboda Tuzla                                             |
| 2008-09   | FK Slavija Sarajevo (1)                                      | 0-2, 2-0 (4-3 p)                                             | FK Sloboda Tuzla                                             |
| 2009-10   | FK Borac Banja Luka (1)                                      | 1-1, 2-2                                                     | FK Željezničar                                               |
| 2010-11   | FK Željezničar (4)                                           | 1-0, 3-0                                                     | NK Čelik Zenica                                              |
| 2011-12   | FK Željezničar (5)                                           | 1-0, 0-0                                                     | NK Široki Brijeg                                             |
| 2012-13   | NK Široki Brijeg (2)                                         | 1-1, 1-1 (5-4 p)                                             | FK Željezničar                                               |
| 2013-14   | FK Sarajevo (4)                                              | 2-0, 3-1                                                     | NK Čelik Zenica                                              |
| 2014-15   | FK Olimpic (1)                                               | 1-1, 1-1 (5-4 p)                                             | NK Široki Brijeg                                             |
| 2015-16   | FK Radnik Bijeljina (1)                                      | 1-1, 3-0                                                     | FK Sloboda Tuzla                                             |
| 2016-17   | NK Široki Brijeg (3)                                         | 1-0, 0-1 (4-2 p)                                             | FK Sarajevo                                                  |
| 2017-18   | FK Željezničar (6)                                           | 2-0, 4-0                                                     | FK Krupa                                                     |
| 2018–19   | FK Sarajevo (5)                                              | 3–0, 0–1                                                     | NK Široki Brijeg                                             |
| 2019–20   | Competició abandonada a causa de la pandèmia de la COVID-19. | Competició abandonada a causa de la pandèmia de la COVID-19. | Competició abandonada a causa de la pandèmia de la COVID-19. |
| 2020–21   | FK Sarajevo (6)                                              | 0–0 (4-1 p)                                                  | FK Borac Banja Luka                                          |
| 2021–22   | FK Velež Mostar (1)                                          | 0–0 (4-3 p)                                                  | FK Sarajevo                                                  |
| 2022–23   | HŠK Zrinjski Mostar (2)                                      | 1–0                                                          | FK Velež Mostar                                              |
| 2023–24   | HŠK Zrinjski Mostar (3)                                      | 1–0, 1–0                                                     | FK Borac Banja Luka                                          |

### Copes regionals
| Temporada | Copa musulmana  | Copa croata       | Copa sèrbia         |
| --------- | --------------- | ----------------- | ------------------- |
| 1993-94   | no es disputà   | no es disputà     | FK Kozara Gradiška  |
| 1994-95   | NK Čelik Zenica | HNK Ljubuški      | FK Borac Banja Luka |
| 1995-96   | NK Čelik Zenica | HNK Ljubuški      | FK Borac Banja Luka |
| 1996-97   | FK Sarajevo     | NK Troglav Livno  | FK Sloga Trn        |
| 1997-98   | FK Sarajevo     | HNK Orašje        | FK Rudar Ugljevik   |
| 1998-99   | NK Bosna Visoko | NK Brotnjo Čitluk | FK Rudar Ugljevik   |
| 1999-00   | no es disputà   | NK Kiseljak       | FK Kozara Gradiška  |
| 2000-01   | no es disputà   | no es disputà     | FK Kozara Gradiška  |
| 2001-02   | no es disputà   | no es disputà     | FK Leotar Trebinje  |

A partir del 2002-02, els clubs serbis començaren a disputar la copa Bòsnia, juntament amb croats i musulmans. La copa Sèrbia (Kup Republika Srpska), però, es continuà disputant tot i que perdé cert interès.